# Wolkowie
Wolkowie (łac. Volcae) – plemię celtyckie w II w. p.n.e. zasiedlające tereny Galii Zaalpejskiej nad Morzem Śródziemnym, dzielące się na dwie grupy – zachodnich Tektosagów i wschodnich Arekomików. Po dostaniu się pod władzę Rzymu w 121 p.n.e. ludność ta się zromanizowała.